# 김종갑 (1962년)
김종갑(金鍾甲, 1962년 3월 28일, 전라남도 무안군 ~ )은 대한민국의 제6대 서울특별시 중랑구의원이었다.

## 학력
- 목포상업고등학교 졸업

## 경력
- 제15대 김대중 대통령 후보 망우3동 선거대책위원장
- 제16대 노무현 대통령 후보 중랑구 연설원
- 이상수 국회의원 후보 망우3동 선거대책위원장
- 한명숙 서울시장 후보 조직위원회 부위원장
- 망우3동 주민자치위원회 분과위원장
- 중랑구 망우3동 재향군인회 회장
- 중랑구 망우3동 단체장협의회 총무
- 중랑구 재향군인회 이사
- 민주당 서울시당 중랑구 갑 지역위원회 동협의회장
- 민주당 서울시당 생활체육특별위원회 위원장
- 2011.10 ~ 2012.09 제6대 서울특별시 중랑구의회 의원
- 2011.10 ~ 2012.07 제6대 서울특별시 중랑구의회 전반기 예산결산특별위원회 위원장

## 역대 선거 결과
| 실시년도 | 선거         | 대수 | 직책   | 선거구                  | 정당   | 득표수   | 득표율          | 순위 | 당락 | 비고           |
| -------- | ------------ | ---- | ------ | ----------------------- | ------ | -------- | --------------- | ---- | ---- | -------------- |
| 2011년   | 10·26 재보선 | 6대  | 구의원 | 서울 중랑구 (가 선거구) | 민주당 | 9,391 표 | \| \| 55.83% \| | 1위  |      | 초선, 민선 5기 |
|          | 55.83%       |      |        |                         |        |          |                 |      |      |                |